# Luovusvärri
Luovusvärri är en kulle i Finland. Den ligger i Utsjoki kommun i landskapet Lappland, i den norra delen av landet, 1 100 km norr om huvudstaden Helsingfors. Toppen på Luovusvärri är 363 meter över havet, eller 53 meter över den omgivande terrängen. Bredden vid basen är 1,9 km.
Terrängen runt Luovusvärri är platt åt sydost, men åt nordväst är den kuperad.  Trakten runt Luovusvärri är nära nog obefolkad, med mindre än två invånare per kvadratkilometer. Närmaste större samhälle är Utsjoki by, 9,9 km väster om Luovusvärri. Omgivningarna runt Luovusvärri är i huvudsak ett öppet busklandskap.